# Tribeca
40°43′06″N 74°00′28″V / 40.718266°N 74.007819°V
Tribeca, nogle gange skrevet TriBeCa, er en bydel i Lower Manhattan, New York City. Navnet er en sammentrækning "Triangle Below Canal Street". Området som nærmere er trapezformet afgrænses af Canal Street, West Street, Broadway og Vesey Street. Tribeca Film Festival finder sted i bydelen.

## Historie
Navnet på området stammer fra en sammentrækning af "Triangle Below Canal Street" (trekanten under Canal Street), som hentyder til områdets placering syd for Canal Street og den trekantede form som afgrænsninger mod Broadway og West Street danner ned mod Chambers Street. Området var med begyndende boligbyggeri i slutningen af 1700-tallet, blandt de første områder der blev udviklet uden for bygrænsen i kolonitiden. I midten af det 19. århundrede blev bydelen forvandlet til et handelscentrum med opførelsen af et større antal lagerbygninger langs Broadway i 1850'erne og 1860'erne.
Området blev yderligere udbygget med forlængelsen af Broadway – Seventh Avenue Line og dermed også forlængelsen af Seventh Avenue, som gjorde det nemmere at komme til og fra området med bil og offentlig transport. Tidligere blev området også betjent af Ninth Avenue Line, som dog blev nedlagt i 1940.
I 1960'erne var der ikke længere industrivirksomheder tilbage. Dette førte til at mange i kunstnere i 1970'erne blev tiltrukket af området. Siden 1980'erne er det blevet omdannet fragammelt industrikvarter til eksklusivt boligområde.
I 1996 blev Tribeca Open Artist Studio Tour stiftet som en non-profit organisation drevet kunstnere, hvis formål var at styrke kunstnerne i Tribeca samtidig med at man oplyste offentligheden. Organisation tilbyder årligt en gratis guidet tur gennem atelierer for at vise den kreative del af bydelen frem. 9/11 ramte Tribeca hårdt, men kom via statstilskud og garantier hurtigt på fode igen. Tribeca Film Festival blev stiftet for at hjælpe med genopretningen af økonomien i Lower Manhattan efter angrebet. Desuden er den også en hyldest til New York City som filmcentrum. Området er blevet en populær lokation for film og tv-serier.
```
Tribeca er efterhånden en af USA's mest moderne og eftertragtede bydele, som har tiltrukket mange kendte og velhavende tilflyttere. I 2006 rangerede 
Forbes
 magazine postnummeret 10013 som New York Citys dyreste (til trods for at det tilstødende område 
Chinatown
, der er præget af lavindkomst, også bruger dette postnummer).
[
5
]
[
6
]
 I 2010 var Tribeca ifølge 
NYPD
 og CompStat statistikker den sikreste bydel i New York City.
[
7
]
```

## Demografi
Ifølge folketællingen i 2010 i USA var der 17.056 beboere i Tribeca.  Etnisk fordeler dette sig på 81,58 % hvide, 10,21 % asiater, 3,35 % afroamerikaner, 0,02 % Amerikas oprindelige folk, 0,01 ‰ fra Stillehavsområdet, 1,25 % af anden oprindelse og 3,44 % fra to eller flere grupper.

## Arkitektur
Området er, ligesom nabobydelen SoHo, domineret af industribygninger som er ombygget til lejligheder. Bygninger stammer fra da området var handelscentrum for tekstil og bomuld i 1800-tallet og begyndelsen af det 20. århundrede.

## Seværdigheder og attraktioner
- 32 Avenue of the Americas, en Art Deco bygning som tidligere husede AT&T Long Lines division.
- Holland Tunnel som forbinder New York og New Jersey, rammer det nordvestlige hjørne af Tribeca, ved krydset Canal Street og Varick Street.
- Washington Market Park, der afgrænses af Greenwich, Chambers Street og West Street er en 6,500 m2 stor park der sisær er populær blandt børn for sin store legeplads. Parken har også en community garden og er rammen om mange lokale arrangementer.
- Metropolitan College of New York, er et privat college beliggende på Canal Street.

- 388 Greenwich Street, en kontorbygning i det nordvestlige hjørne af Tribeca der fungerer som hovedkvarter for Citigroup.
- Hudson River Park, ligger langs Hudson River og strækker sig fra 59th Street i nord til Battery Park i syd. Den løber gennem flere vestlige Manhatten-bydele som er Lower Manhattan, Battery Park City, Tribeca, Greenwich Village, Meatpacking District, Chelsea, Midtown Manhattan og Hell's Kitchen (Clinton). Den er et samarbejde mellem New York State and New York City. Med sine 220 hektar er det den næstørste park i Manhattan kun overgået af Central Park.
- Stuyvesant High School (Stuy), er en af kommunens ni High Schools for højt begavede elever.

## Kendte nuværende og tidligere indbyggere
| - Edward Albee - Laurie Anderson - Bill Barrett - Paul Bettany - Beyoncé - Eric Bogosian - Edward Burns - Mariah Carey - Richard Castle - Jennifer Connelly - Daniel Craig - Billy Crystal - KiD CuDi - Curren$y - Mike D - Robert De Niro - Leonardo DiCaprio - Elvis Duran - The Edge - Marisol Escobar - Jared Followill - Kat Foster - Bethenny Frankel - Marian Gaborik - Dave Gahan - James Gandolfini (afdød) - Sarah Michelle Gellar - Heather Graham - Red Grooms - Don Gummer - Richard Handler | - Hanson - Mariska Hargitay - Josh Hartnett - Peter Hermann - Paz de la Huerta - Chanel Iman - Michael Imperioli - Jay-Z - Lindsey Henry - Richard Jefferson - Derek Jeter - Scarlett Johansson - Harvey Keitel - Carolyn Bessette-Kennedy (afdød) - John F. Kennedy, Jr. (afdød) - Daniel Kessler - Karlie Kloss - Karolina Kurkova - Ronnie Landfield - David Letterman - Adriana Lima - Jodi Long - Adrian Lyne - Chris Martin - Danny Masterson - Mike McCready - Shane McMahon - Debra Messing - Taylor Momsen | - Sean Murray - Casey Neistat - Petra Nemcova - Gwyneth Paltrow - Mizuo Peck - Mike Piazza - Amy Poehler - Daniel Radcliffe - Lou Reed (afdød) - Kelly Ripa - Nouriel Roubini - David Russell - Juan Samuel - Richard Serra - Jake Shears - M. Night Shyamalan - Gary Sinise - Shane Smith - Jon Stewart - Michael Stipe - Dominique Strauss-Kahn - Meryl Streep - Taylor Swift - Uma Thurman - Justin Timberlake - Christy Turlington - Mo Vaughn - Lauren Weisberger - Kate Winslet - Dean Winters - La Monte Young |